# Gouvernement Houphouët-Boigny IV
Pour les articles homonymes, voir Gouvernement Houphouët-Boigny.
Houphouët-Boigny III Houphouët-Boigny V
Le gouvernement Houphouët-Boigny IV du 21 janvier 1966 est le quatrième de la Première République de Côte d'Ivoire. Il dure environ 21 mois et est remplacé par le cinquième gouvernement Houphouët-Boigny, le 15 février 1968. Il est composé de 17 membres, tous membres du PDCI-RDA.

## Composition
- Président de la République : Félix Houphouët-Boigny
- Ministre de l'Agriculture : Félix Houphouët-Boigny

### Ministre d'État
- Auguste Denise

### Ministres
- Gardes des sceaux, ministre de la Justice : Camille Alliali
- Intérieur : Nanlo Bamba
- Affaires étrangères : Arsène Usher Assouan
- Travaux publics et Transports : Alcide Kacou
- Forces armées, Jeunesse et Service civique : Blé Kouadio M’Bahia
- Éducation nationale : Lambert Amon Tanoh
- Information : Mathieu Ekra
- Santé publique et Population' : N'Dia Koffi Blaise
- Fonction publique : Loua Diomandé
- Travail et Affaires sociales : Lancina Koné
- Production animale : Alexis Thierry Lebbé
- Postes et Télécommunications : Souleymane Cissoko

### Délégués
- Délégué aux Affaires économiques et financières : Henri Konan Bédié
- Délégué au Plan : Mohamed Diawara
- Délégué à la Construction de à l’Urbanisme : Michel Goly Kouassi

## Source
- (fr) 4e gouvernement de Côte d'Ivoire Document officiel, pdf sur gouv.ci